# Yelicones pennatrum
Yelicones pennatrum är en stekelart som beskrevs av Areekul och Donald L.J. Quicke 2006. Yelicones pennatrum ingår i släktet Yelicones och familjen bracksteklar. Inga underarter finns listade i Catalogue of Life.